# TBE
TBE är en fästingburen sjukdom som orsakar hjärninflammation. Sjukdomen orsakas av ett virus som benämns TBE-virus. Det finns vaccin mot TBE.

## Namn
TBE är en förkortning av det engelska namnet tick-borne encephalitis. På svenska kallas sjukdomen också fästingburen encefalit eller fästingburen hjärninflammation. I Sverige kallas den även för Roslagssjukan eller Ryssjukan och i Finland för Kumlingesjukan eller Ryssjukan.

## Orsak
TBE orsakas av ett virus, TBE-viruset. Smittan överförs främst via fästingar som sugit blod från infekterade varmblodiga djur, vanligen smågnagare men också större djur som exempelvis hjort och rådjur, i samband med att de nästa gång suger blod.
TBE-viruset har enkelsträngat RNA och tillhör virusfamiljen flavivirus.
I Sverige och Finland är vektorn fästingarten vanlig fästing (Ixodes ricinus), i Finland även tajgafästing (Ixodes persulcatus), med mer östlig utbredning. Även andra fästingar kan sprida smittan.

## Förekomst
TBE-bärande fästingar finns i Sverige främst kring Mälaren och i kustområdet från Roslagen ner till Blekinge, i Finland främst på Åland och i Åbolands skärgård, men också till exempel i Simo i Lappland. I södra Dalarna har ett par personer smittats, vilket tyder på att sjukdomen nu etablerats även där, samt att fall även påträffats vid Bohuskusten. Även så långt norrut som i Västerbotten har man konstaterat fall. I Europa är Baltikum och Centraleuropa områden med störst spridning, där förekommer också TBE-smitta via opastöriserad, infekterad mjölk från getter och kor, TBE-virus har hittats i rå mjölk i Norge .
Enligt Folkhälsomyndigheten rapporteras 200–400 fall av TBE i Sverige varje år under 2010-talet. Det innebär en ökning av rapporterade fall jämfört med föregående decennier. Folkhälsomyndigheten förklarar att ökningen sannolikt beror på "en kombination av olika faktorer som antalet smittade fästingar och värddjur, vegetationsperiodens längd och vädret".
Enligt Institutet för hälsa och välfärd (2016) förekommer över 15 fall per 100 000 invånare per år i Finland bland annat på Åland, i Pargas och i Simo. Frekvensen är hög också i Kotka skärgård, Sammonlahti i Villmanstrand och Maaninka i Kuopio.

## Prevention
TBE-infektion kan förhindras med vaccination som ges i tre omgångar. Den andra dosen ges 1–3 månader efter den första. Den tredje dosen ges 9–12 månader efter den andra dosen. Därefter bör en dos tas var tredje år för fortsatt skydd. Institutet för hälsa och välfärd i Finland rekommenderar att vaccinet skulle ges åt alla som vistas längre tid i områden med fler fall än 15 per 100 000 i året, men tillsvidare (2016) är det bara på Åland som det ingår i det nationella vaccinationsprogrammet. Institutet anser att det räcker med en boosterdos med tio års mellanrum för under 50-åriga (vilket avviker från vaccintillverkarens rekommendation), med fem års mellanrum för under 60-åriga, efter den första boosterdosen. Äldre och personer med nedsatt immunförsvar skall ha en dos vart tredje år.
Vaccin kan ges från 1-årsåldern och ger generellt ett bra skydd mot sjukdom hos barn.
Nästan 100 procent av TBE-vaccinerade har fullt skydd mot TBE. Däremot skyddar TBE-vaccin inte mot andra fästingburna sjukdomar, såsom borrelios.

## Symtom
Personer som drabbas av TBE får ofta symtom i två omgångar med en symtomfri period däremellan, ett så kallat dubbelinsjuknande eller bifasiskt insjuknande. Efter en inkubationstid på ungefär 1 vecka från smittotillfället uppkommer ospecifika symtom som huvudvärk, trötthet och feber. Dessa symtom håller i sig i ungefär fyra dagar. Efter en symtomfri period på ungefär 1 vecka insjuknar därefter 20–30 % av dem som infekterats i hjärninflammation som resulterar i svår huvudvärk, feber, förvirring eller andra neurologiska symtom och ibland kramper eller förlamning. De flesta tillfrisknar av sig själv men cirka 30–40 % har symtom i minst ett år eller permanenta besvär i form av minnesförluster, allvarlig trötthet och i några få fall bestående förlamning. Enstaka dödsfall har även förekommit. Behandlingen inriktar sig mot enskilda symtom eftersom det inte finns något botemedel mot själva viruset. Barn som smittas får ofta lindrigare symtom än vuxna, men svåra former av TBE förekommer även hos barn.

## Diagnos
Aktuell infektion fastställs med hjälp av påvisning av IgM-antikroppar i serum och lg-G titerstegring mellan akut- och konvalescentsera. Hos vaccinerade individer ställs diagnosen med påvisning av intratekal antikroppsproduktion. Denna analys utförs på Folkhälsomyndigheten vid misstanke på vaccinationsgenombrott. Om ospecifika antikroppstitrar misstänks (till exempel korsreaktion mot andra flavivirus) ska neutralisationstest utföras. Magnetresonanstomografi bör utföras vid svår encefalit av differentialdiagnostiska skäl, men bidrar inte till diagnosen.